# Beynac
Beynac település Franciaországban, Haute-Vienne megyében. Lakosainak száma 727 fő (2022. január 1.). Beynac Isle, Bosmie-l’Aiguille, Burgnac, Saint-Martin-le-Vieux és Aixe-sur-Vienne községekkel határos.

## Népesség
A település népességének változása:
| Lakosok száma | 675  | 689  | 763  | 693  | 693  | 702  | 711  | 719  | 727  |
|               | 2013 | 2015 | 2016 | 2017 | 2018 | 2019 | 2020 | 2021 | 2022 |